# فيصل بن عبد الرحمن بن فيصل بن تركي آل سعود
فيصل بن عبد الرحمن بن فيصل آل سعود الابن الأول والبكر للإمام عبد الرحمن بن فيصل بن تركي آل سعود آخر حكام الدولة السعودية الثانية، وشقيق عبد العزيز آل سعود مؤسس المملكة العربية السعودية.

## نسبه
هو فيصل بن عبد الرحمن بن فيصل بن تركي بن عبد الله بن محمد بن سعود بن محمد بن مقرن بن مرخان بن إبراهيم بن موسى بن ربيعة بن مانع بن ربيعة المريدي، والمردة من آل يزيد من عائذ من عقيل من هوازن من عدنان.

## حياته
ولد في مدينة الرياض سنة 1271هـ الموافقة لسنة 1870م، والده عبد الرحمن بن فيصل بن تركي آل سعود وأمه سارة بنت أحمد السديري. هو الوحيد من أبناء الإمام عبد الرحمن بن فيصل الذي ولد في عهد الإمام فيصل بن تركي. قام بإرسال عدد من إخوانه إلى الكويت للدراسة كما تولّى منصب نائب وزير وزارة الحروب السعودية القديمة سنة 1289هـ، وتولّى وزارتها سنة 1304هـ حتى وفاته.

## وفاته
توفي أيام قيام والده الإمام عبد الرحمن بن فيصل على الأمير سالم العلي السبهان أمير الرياض في ذو الحجة سنة 1307هـ، وتم دفنه في مقبرة العود.

## أخوانه
- فهد بن عبد الرحمن بن فيصل آل سعود
- خالد بن عبد الرحمن بن فيصل بن تركي آل سعود
- تركي بن عبد الرحمن بن فيصل آل سعود
- عبد العزيز بن عبد الرحمن بن فيصل آل سعود
- محمد بن عبد الرحمن بن فيصل آل سعود
- سعد الأول بن عبد الرحمن بن فيصل آل سعود
- عبد الله بن عبد الرحمن بن فيصل آل سعود
- عبد المحسن بن عبد الرحمن بن فيصل آل سعود
- سعود بن عبد الرحمن بن فيصل آل سعود
- أحمد بن عبد الرحمن بن فيصل آل سعود
- مساعد بن عبد الرحمن بن فيصل آل سعود
- سعد الثاني بن عبد الرحمن بن فيصل آل سعود

## أبناؤه
- سعود بن فيصل بن عبد الرحمن آل سعود